# Juan Lombardo
Juan José Lombardo (Salto, 19 maart 1927 – Buenos Aires, 26 november 2019) was een Argentijns viceadmiraal die wegens misdaden tegen de menselijkheid levenslang werd gevangengezet vanwege zijn rol tijdens de Argentijnse militaire dictatuur. Hij was de opperbevelhebber van de Argentijnse strijdkrachten tijdens de Falklandoorlog in 1982.

## Militaire activiteiten
Als luitenant-kapitein was Juan Lombardo betrokken bij een geheime operatie die in oktober 1966 werd uitgevoerd. Hierbij landde de onderzeeër Santiago del Estero op een onbewoond strand op Oost-Falkland gelegen op ongeveer 40 kilometer van de hoofdstad Stanley. De onderzeeër onder bevel van de fregatkapitein Horacio González Llanos maakte zich los van zijn eenheid na het uitvoeren van jaarlijkse oefeningen in Puerto Pirámides en voer naar de Falkland-eilanden. Admiraal Benigno Varela, toenmalig hoofd van de Argentijnse marine, gaf het bevel om van boord te gaan op het eiland. Alleen González Llanos en Lombardo wisten dat ze op weg waren naar de zuidelijke archipel, de rest van de bemanning dacht dat ze op weg waren naar Mar del Plata. Het doel, dat bestond uit het verifiëren of de geïnspecteerde stranden geschikt waren voor een aanlanding, werd bereikt. 
In december 1981 vond een top van de Argentijnse Admiraliteit plaats, waarop vice-admiraal Juan José Lombardo zei dat Argentinië in een proces van ontbinding verkeerde en dat daarvoor een politieke oplossing moest worden gevonden. Ook zei hij op die bijeenkomst dat hij zijn pensionering serieus aan het overwegen was vanwege de situatie waarin Argentinië zich dat jaar bevond.
Geconfronteerd met de situatie die werd opgeworpen door Lombardo, riep het toenmalige hoofd van de Argentijnse marine, admiraal Jorge Isaac Anaya, Juan José Lombardo op 15 december 1981 naar zijn kantoor en promoveerde hem tot het commandant van de marine. De onmiddellijke order die Lombardo van Anaya ontving nadat hij gepromoveerd was, luidde:

We gaan de Falklands bezetten. U bent verantwoordelijk voor het plannen van de operatie. U kunt met niemand hierover spreken behalve met uw vier directe medewerkers. 

Met deze opdracht vertrok vice-admiraal Juan José Lombardo met zijn medewerkers naar de stad Bahía Blanca en plande de missie die hem was toevertrouwd, die later werd gedoopt tot "Operatie Rosario". 
In de vroege ochtend van 2 mei 1982, nadat de ARA General Belgrano door een Britse onderzeeboot tot zinken was gebracht, gaf Lombardo de Argentijnse vloot het bevel zich terug te trekken uit het operatiegebied.
Hij ging op 1 januari 1983 met pensioen. 

## Rechtszaak
Juan Lombardo kreeg huisarrest in afwachting van zijn proces wegens misdaden tegen de menselijkheid begaan op de marinebasis Mar del Plata tijdens het nationaal reorganisatieproces. 
In februari 2016 werd hij veroordeeld tot levenslang. Hij overleed in november 2019, twee weken nadat hij was opgenomen in het marinehospitaal in Buenos Aires. Hij was 92 jaar oud. Omdat Lombardo in beroep ging tegen zijn straf, stierf hij met zijn rang en militaire status, aangezien het ontslag alleen van toepassing is wanneer de straf definitief is. De officier die de landing in de Falkland-oorlog organiseerde, werd na zijn dood veroordeeld voor misdaden tegen de menselijkheid. 